# Protium polybotryum
Protium polybotryum är en tvåhjärtbladig växtart. Protium polybotryum ingår i släktet Protium och familjen Burseraceae.

## Underarter
Arten delas in i följande underarter:
- P. p. blackii
- P. p. polybotryum